# Françoise Raynaud
Françoise Raynaud est une architecte et urbaniste française. Elle dirige le cabinet Loci Anima qu'elle a fondé en 2005.

## Biographie

### Famille
Françoise Raynaud naît le 6 octobre 1959 à Carcassonne. Elle montre un intérêt précoce pour l'architecture, inspirée par le patrimoine et les paysages de sa ville natale ainsi que du Pays cathare. Tout au long de son enfance, elle cultive un goût pour l'architecture et l'art, influencée par sa famille d'artistes,. Son frère Patrick est notamment devenu un artiste de renommée internationale et directeur de plusieurs écoles d'arts en France, comme l'École nationale supérieure des Arts décoratifs.

### Formation
Françoise Raynaud poursuit ses études à Paris, à l'École nationale supérieure d'architecture de Paris-La Villette, où elle est supervisée par Roland Castro. Peu après l'obtention de son diplôme en 1983, elle voyage en Australie où elle rencontre l'architecte Glenn Murcutt. L'approche d'animisme post-industriel qu'elle développe ensuite tout au long de sa carrière est influencée par cette rencontre. Par exemple, l'harmonie des constructions avec leur environnement et l'architecture bioclimatique sont des thématiques chères aux deux architectes.

### Carrière professionnelle

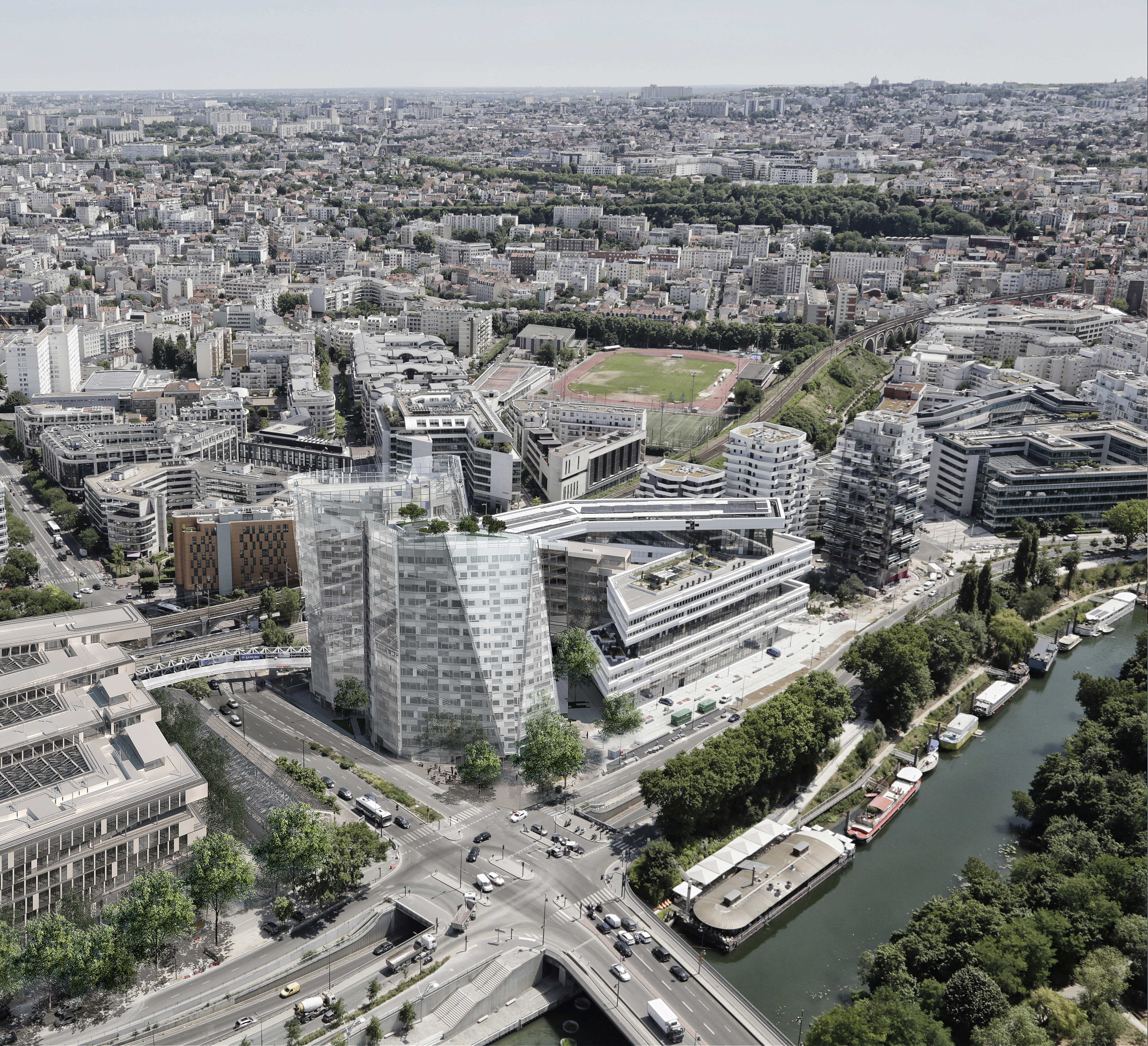
Vue aérienne du quartier du Pont d'Issy à Issy-les-Moulineaux. Au premier plan, l'îlot conçu par l'agence Loci Anima.

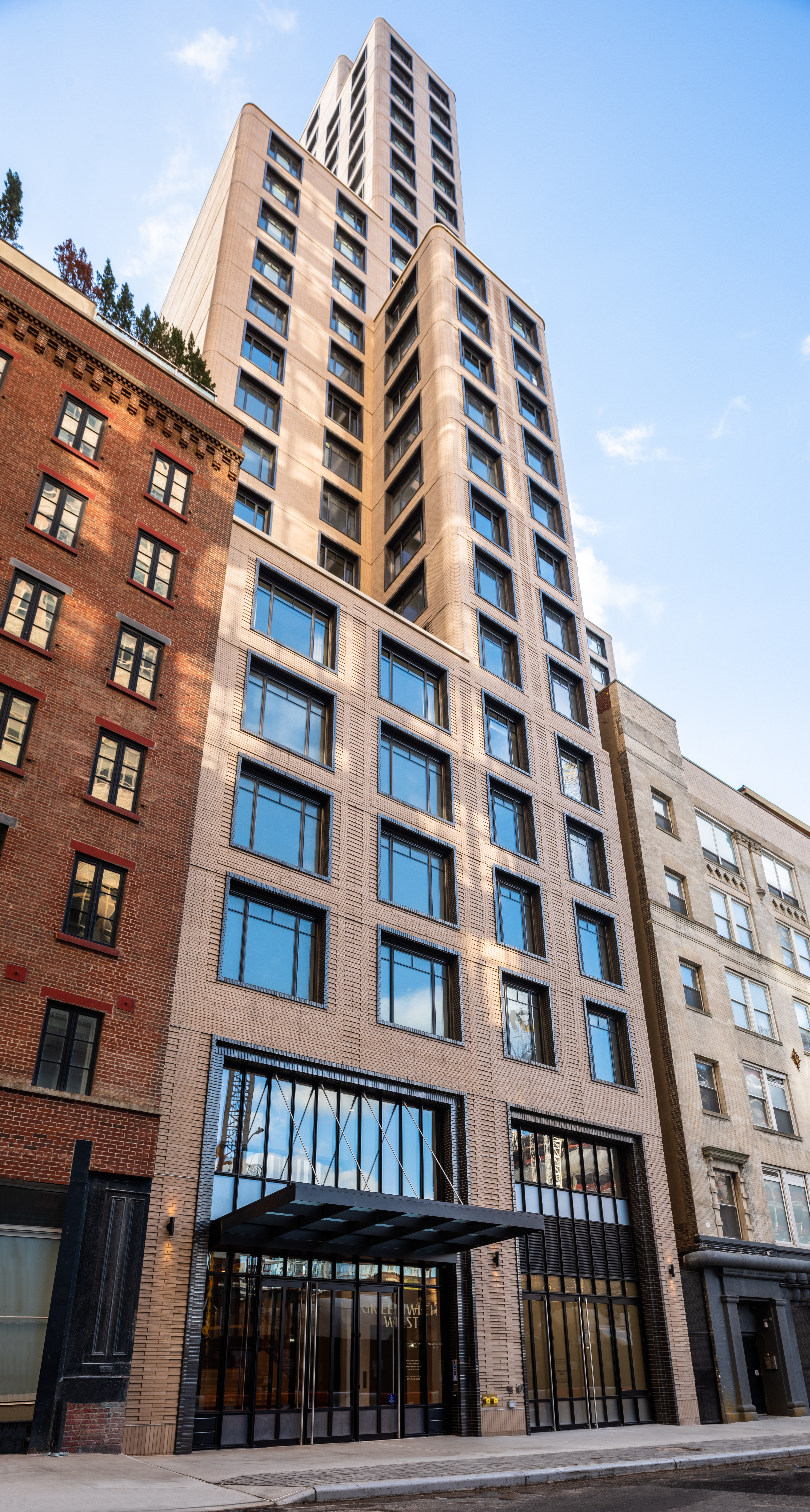
La tour résidentielle Greenwich West à New York, depuis Charlton St.

La carrière de Françoise Raynaud commence lorsqu'elle rejoint l'agence de l'architecte Jean Nouvel. Celui-ci lui confie rapidement la direction de projets d'ampleur comme l'Opéra de Lyon, récompensé par le prix de L'Equerre d'argent en 1993, ou encore le projet de la Tour sans fin à La Défense. Tout au long des années 1990, Françoise Raynaud pilote plusieurs projets en Asie, comme au Japon avec la Saitama Arena ou la tour Dentsu à Tokyo, livrée en 2002, en Malaisie avec la "Tenaga Tower" à Kuala Lumpur ou en Chine avec le Centre national des Arts du spectacle de Pékin. La conception du Musée du Quai Branly - Jacques-Chirac à Paris constitue sa dernière collaboration avec Nouvel. Celui-ci est inauguré quelques années après son départ, en 2006.
À la fin des années 1990, Françoise Raynaud commence à officier en tant qu'architecte indépendante. Une de ses premières réalisations consiste alors en une base-vie pour Le Défi, une équipe professionnelle de voile, dans le cadre de la Coupe de l'America 2000 à Auckland. Il s'agit d'une construction modulaire d'environ 1 000 m2 issue de la transformation d'une vingtaine de conteneurs maritimes, où chaque conteneur est adapté à son usage (bureaux, salles de réunion, espaces de stockage). Le recours à ces modules est motivé par leur robustesse et leur disponibilité à faible coût, mais aussi par la flexibilité qu'ils offrent. Leur aménagement et leur transformation ont ainsi eu lieu au Havre avant leur acheminement en Nouvelle-Zélande. Selon Pierre Mas, directeur sportif du Défi, le bâtiment a été "monté en cinq semaines" et "aura coûté en tout, transport compris, 500 euros le mètre carré" (3 millions de francs à l'époque du projet). Ce projet est salué par l'Institut néo-zélandais des Architectes (NZIA), qui lui décerne le Prix de l'innovation architecturale.
En 2005, elle fonde l'agence Loci Anima avec ses associés Jonathan Thornhill et Alexandra du Couëdic.
En 2007, la ville d’Issy-les-Moulineaux lance un concours pour l’aménagement du quartier du Pont d'Issy à l’issue duquel l’agence Loci Anima est choisie comme lauréate. Malgré la remise en question du projet urbain d’origine dans le contexte de la crise financière de 2008, l’agence conçoit finalement cinq bâtiments au sein d’un même îlot. En mars 2018, trois tours de logements, de 17, 16 et 13 étages sont livrées. À côté d’elles, le “Campus Aquarel” est quant à lui inauguré en avril 2019 en vue d’accueillir 4 000 employés de Capgemini, commanditaire de l’opération. L’année 2021 marque le début des travaux de la tour Keiko, bâtiment tertiaire de 25 000 m2 qui constitue le dernier ouvrage de l’agence dans le quartier. En 2016, le quartier reçoit le prix des Pyramides d’Argent de la Fédération des promoteurs immobiliers dans la catégorie “mixité urbaine”.
En 2009, l’agence Loci Anima reçoit un prix dans le cadre du concours “Rénovation bas carbone” lancé par EDF, pour le projet de rénovation d’une tour conçue par Bernard Zehrfuss à Saint-Denis qui repose sur un principe de double peau amovible,,. Une enveloppe en ETFE permet de réchauffer le bâtiment en hiver, mais elle est rétractée à l’été, l’immeuble étant alors rafraîchi par un jeu de ventilation et d’inertie thermique. Pour Françoise Raynaud, l’aspect matelassé des coussins en ETFE assimilent le projet à une “doudoune” dont se revêt l’immeuble à l’hiver,, permettant d’améliorer sa performance énergétique (la consommation passant de 26 à 4,2 kg par m2 et par an) sans dénaturer l’œuvre de Zehrfuss.
En 2010, l’agence Loci Anima remporte un concours pour concevoir le lot A4 Est du quartier Seguin-Rives de Seine à Boulogne-Billancourt. Le programme inclut une école, un gymnase, des logements, des bureaux et des commerces. Sa mixité fonctionnelle est un élément-clé pour l’architecte, selon qui “chaque entité du projet d’ensemble doit pouvoir en retirer un avantage”. L'école, placée au centre de l'îlot et plus basse que les autres bâtiments, est recouverte de végétation et conçue comme un "paysage ouvert" assumant un rôle de "poumon vert". Dans les autres bâtiments, des ruches, des perchoirs à oiseaux ou des jardinières dans les espaces extérieurs contribuent à constituer, selon l'architecture, "un continuum de biodiversité à l’échelle de l’îlot tout entier".
En 2014, l’agence de Françoise Raynaud est désignée, à l’issue d’un concours international, pour concevoir un gratte-ciel dans le quartier de Hudson Square à New York. Inaugurée en 2020, cette structure de 110 mètres de hauteur avec 30 étages est décrite comme le premier projet de gratte-ciel new-yorkais conçu par une femme,. La façade de l'immeuble, en briques faites à la main, fait écho à l'histoire industrielle du quartier. Les 170 appartements sont accompagnés de différents équipements partagés, tels qu’une salle de sport, un terrasse sur le toit ou encore un espace de jeux pour enfants,.
La carrière de Françoise Raynaud présente une dimension internationale, avec des projets en France, aux États-Unis, en Espagne, en Nouvelle-Zélande, au Japon, en Corée du Sud, au Vietnam ou encore en Chine. L’architecte explique notamment que ses projets en Asie lui ont fait découvrir les principes du Feng Shui, qui ont continué d'influencer sa pratique.

## Démarche
Françoise Raynaud décrit son approche architecturale à travers l'expression d'"animisme post-industriel". Cette démarche entend harmoniser les constructions humaines avec leur environnement et dépasser l'opposition entre nature et bâti. Elle est inspirée par la pensée animiste, qui attribue un esprit tant aux êtres vivants qu'aux objets et éléments et naturel, et que Françoise Raynaud entend réinventer dans un contexte post-industriel. Le nom de l'agence Loci Anima, qui signifie "l'âme du lieu" en latin, fait écho à cette approche.
Dans une tribune publiée par la revue Archistorm, Françoise Raynaud explique vouloir apparenter les bâtiments à de véritables organismes vivants :
«  Une construction humaine n’est pas un simple objet inanimé, c’est une partie de la nature, qui, comme toute matière inerte et/ou vivante, crée un lien entre notre histoire cosmique et notre futur. Une construction humaine, quelle que soit son échelle, est un écosystème au même titre que nous autres, humains. Elle est une transformation provisoire et un stockage d’énergie, de "forces vitales", ce qui permet de dire que les  bâtiments sont "vivants". »
L'animisme post-industriel se traduit en trois principes plus opérationnels : la sobriété foncière, la construction bioclimatique et la "symbiose entre le projet et le site préexistant". Le premier principe, visant à préserver le sol, implique un besoin de densifier les villes, et explique les nombreux projets de tours de l'agence Loci Anima,, comme à Strasbourg avec le projet Archipel 2,, à New York avec la tour résidentielle Greenwich West ou encore les tours construites au pont d'Issy. Françoise Raynaud explique avoir appris "comment se fabrique une tour" auprès de l'ingénieur britannique Tony Fitzpatrick (en) du bureau Arup, avec qui elle a travaillé en étroite collaboration au moment où Jean Nouvel lui confiait la responsabilité de la Tour sans fin. Lors d'une interview en 2021, elle déplore la mauvaise acceptation des bâtiments de grande hauteur en France et vante leurs atouts :
« 
Les maires et les politiques n’osent pas aller vers la grande hauteur pour la plupart d’entre eux. Il est vrai que chez nous, les tours ont mauvaise presse, tout simplement car beaucoup d’entre elles sont des objets tombés du ciel, comme des OVNI qui créent autour d’eux des déflagrations et font beaucoup de mal à la ville. [...] Il y a une telle qualité d’usage dans une tour: on profite des vues et de plus en plus souvent d’espaces extérieurs, sans oublier la lumière et l’air frais. »
Françoise Raynaud a collaboré à plusieurs reprises avec le botaniste et biologiste Patrick Blanc, qui souligne "sa volonté de donner un réel sens à la végétation dans les immeubles".

## Projets notables

### Avec les Ateliers Jean Nouvel
- 1989 : Tour sans fin à La Défense (projet lauréat, finalement non réalisé).
- 1989 : Rénovation-restructuration de l'Opéra national de Lyon (Prix de l'Équerre d'argent 1993).
- 1998 : Dentsu Building à Tokyo au Japon.
- 2006 : Musée du Quai Branly - Jacques-Chirac à Paris.

### En tant qu'architecte indépendante/avec l'agence Loci Anima
- 1999 : Base de vie de l'équipe de France de voile à l'occasion de la Coupe de l'America à Auckland.
- 2003 : Immeuble de bureaux pour la CFDT, place Stalingrad à Paris.
- 2005 : Centre commercial « Croix Blanche » à Sainte-Geneviève-des-Bois.
- 2005 : Siège de Renault Trucks Défense (désormais Arquus) à Guyancourt.
- 2007 : Base de vie de l'équipe de voile « China Team » pour la Coupe de l’America à Valence, Espagne[32].
- 2010 : Bureaux « Forum » à Metz.
- 2011 : Îlot A4 Est de la ZAC Seguin - Rives de Seine à Boulogne-Billancourt.
- 2011 : Projet finaliste pour le Tribunal de grande instance de Paris dans le cadre d'un concours international. En collaboration avec Marc Mimram, le projet compte parmi les deux derniers finalistes du concours, mais c'est celui dirigé par Renzo Piano qui est finalement retenu.
- 2015 : Rénovation-restructuration du cinéma Pathé Les Fauvettes à Paris 13e.
- 2015 : Projet d'hippodrome Horse Park à Yeongcheon en Corée du Sud[33].
- 2015 : Médiathèque Alpha à Angoulême[34].
- 2015 : Bâtiment tertiaire au sein de l'îlot A4 Est à Boulogne-Billancourt (en tant qu'architecte).
- 2017 : Urbaniste du nouveau quartier du Pont d’Issy, Issy-les-Moulineaux.
- 2017 : Tours siamoises « Koala » dans le quartier du Pont d’Issy.
- 2017 : Tour « ADN » dans le quartier du Pont d’Issy.
- 2018 : Rénovation du cinéma Pathé Wepler place de Clichy à Paris.
- 2018 : Zen Atalante, ensemble de bureaux situé dans le secteur Rennes Atalante à Cesson-Sévigné[35].
- 2019 : « Neos 1», immeuble de bureaux dans le quartier Garosud de Montpellier, pour le groupe Lazard[36],[37].
- 2022 : Sky Sophia, ensemble de deux bâtiments tertiaires à Biot dans le secteur de Sophia-Antipolis[38].
- 2022 : Restructuration de l'ancien cinéma Ambassade au 50 avenue des Champs-Élysées[39].
- 2022 : Tour Greenwich West, située au 110 Charlton Street à Manhattan (New York)[40],[41].

#### Projets en cours
- Rénovation-extension du cinéma La Pagode à Paris 7e[42],[43].
- Îlot J du projet urbain Archipel 2 à Strasbourg[30].
- Projet “L’usine des cinq sens” dans le cadre de la deuxième édition du concours Réinventer Paris, lancé par la Ville de Paris.

### Galerie

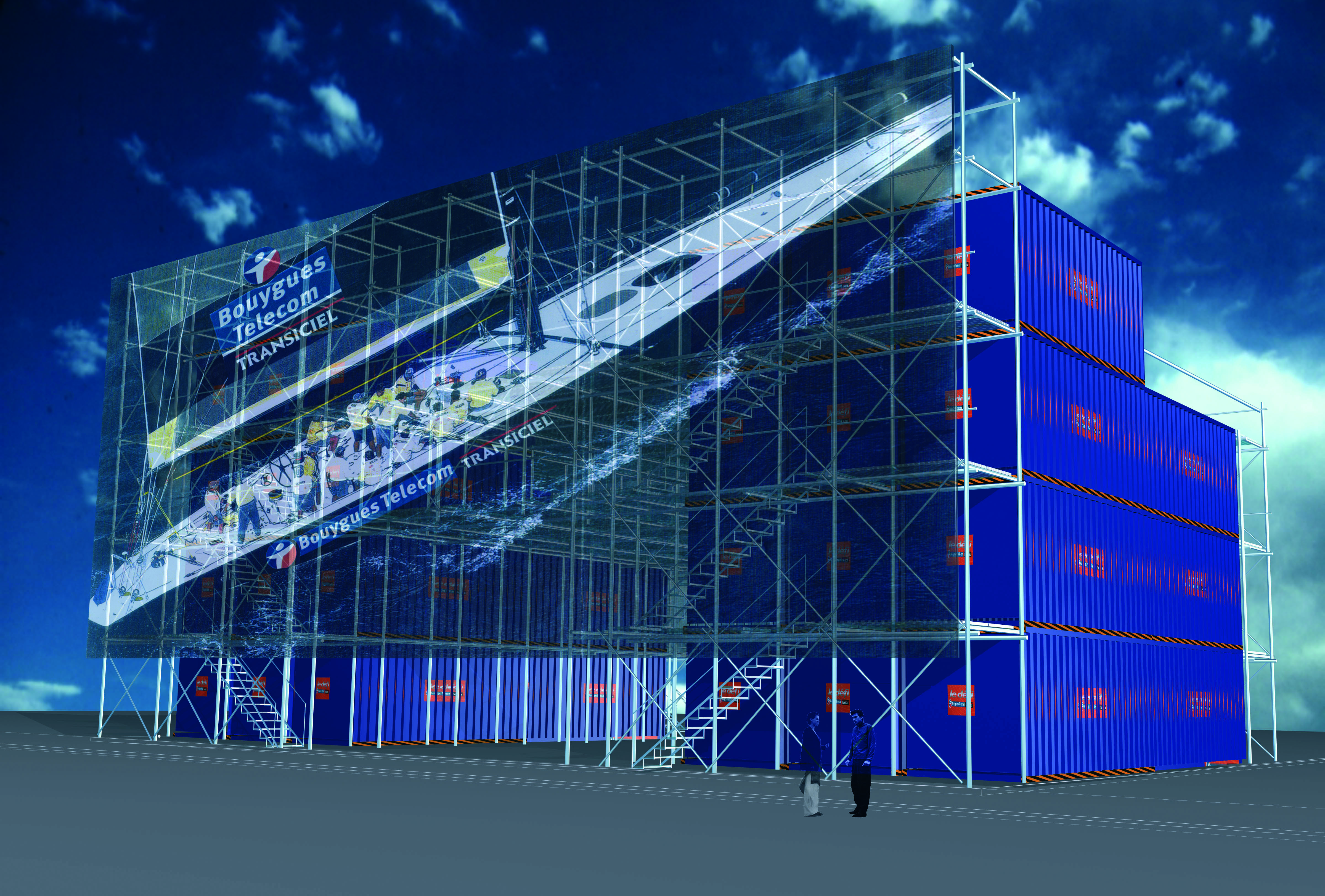
Modélisation de la base-vie de l'équipe de voile "Le Défi" dans le cadre de la Coupe de l'America 2000.
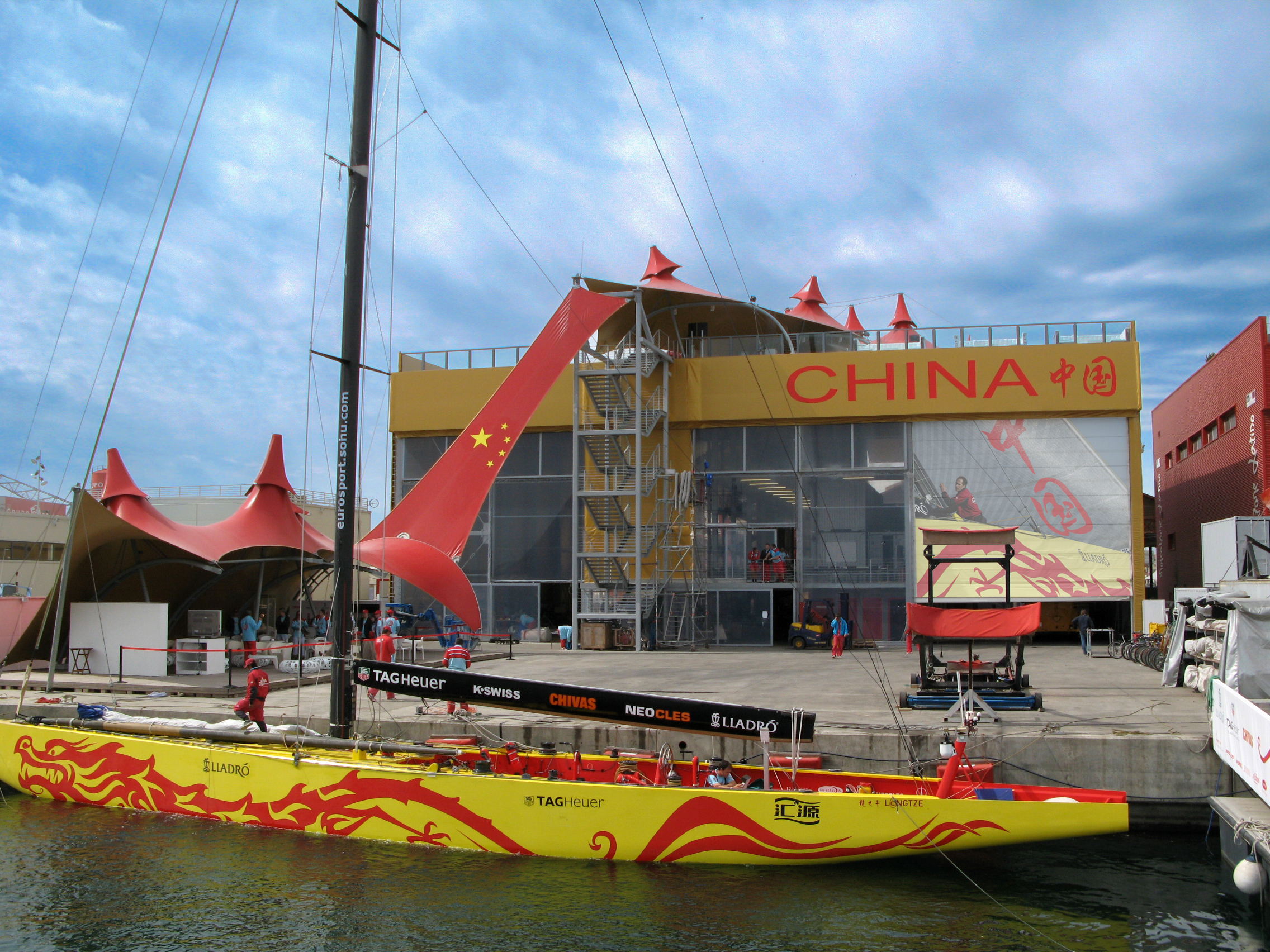
Base de vie de l'équipe de voile « China Team » pour la Coupe de l’America à Valence.
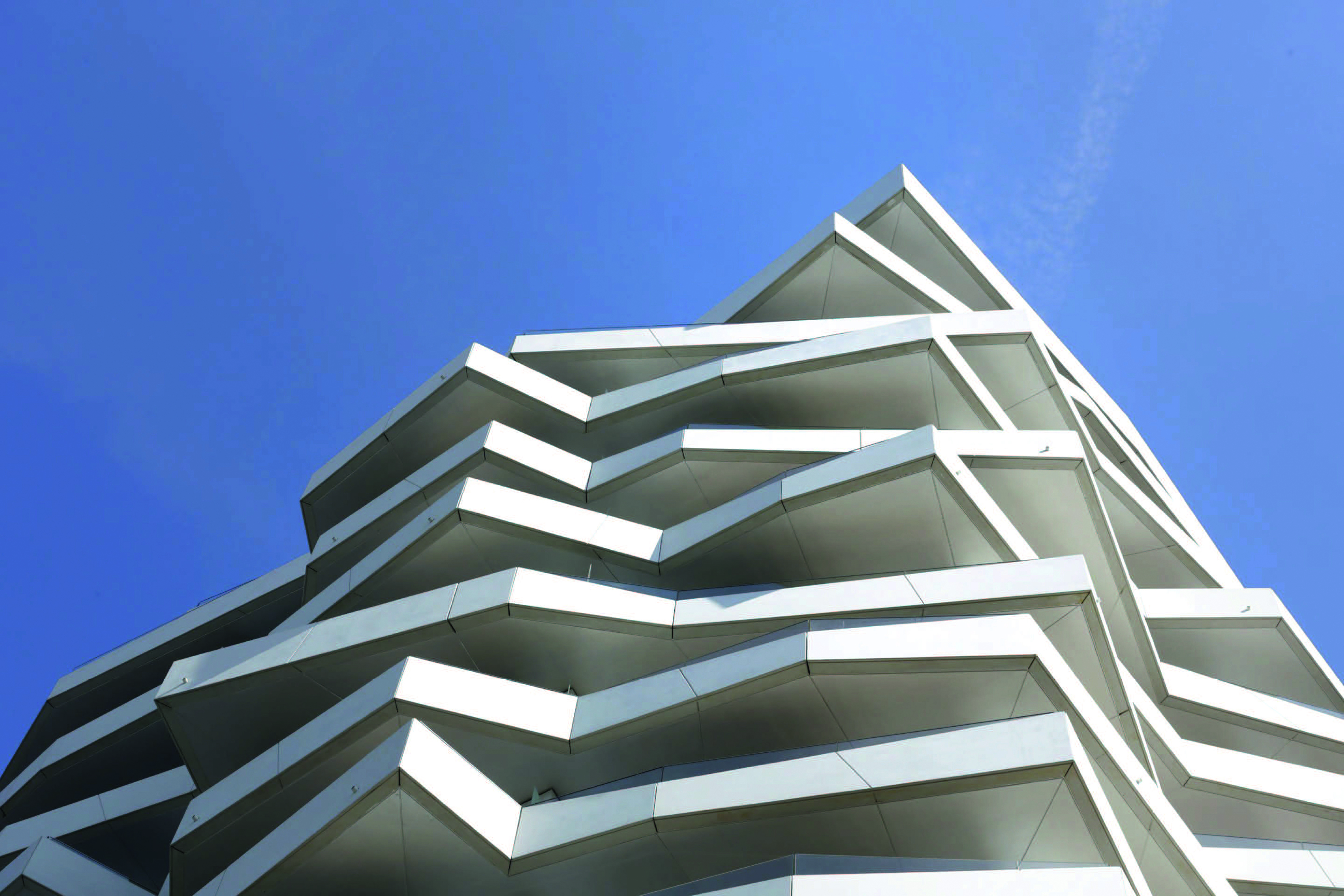
La tour Koala, une des tours résidentielles construites au pont d'Issy.
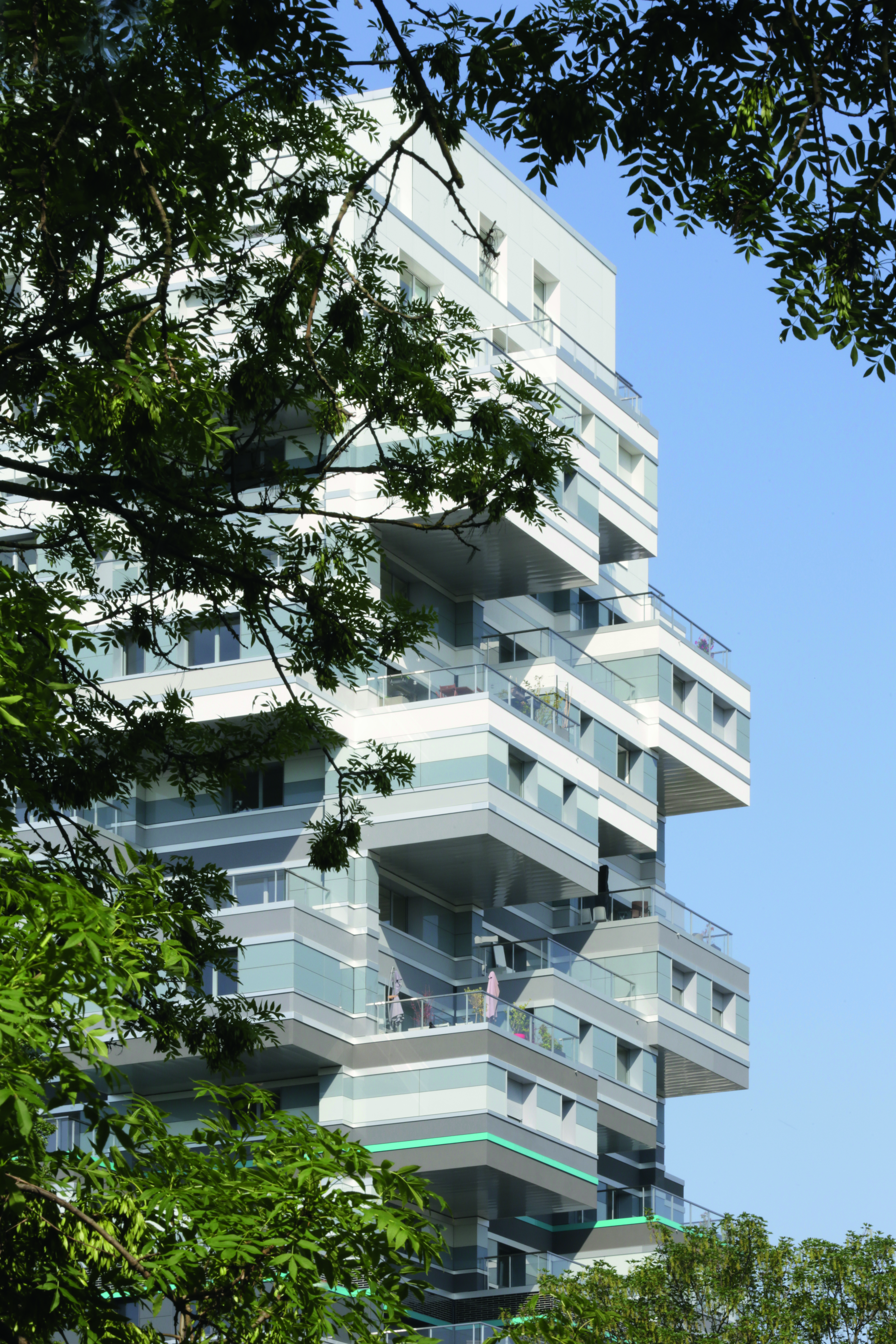
Tour ADN à Issy-les-Moulineaux.
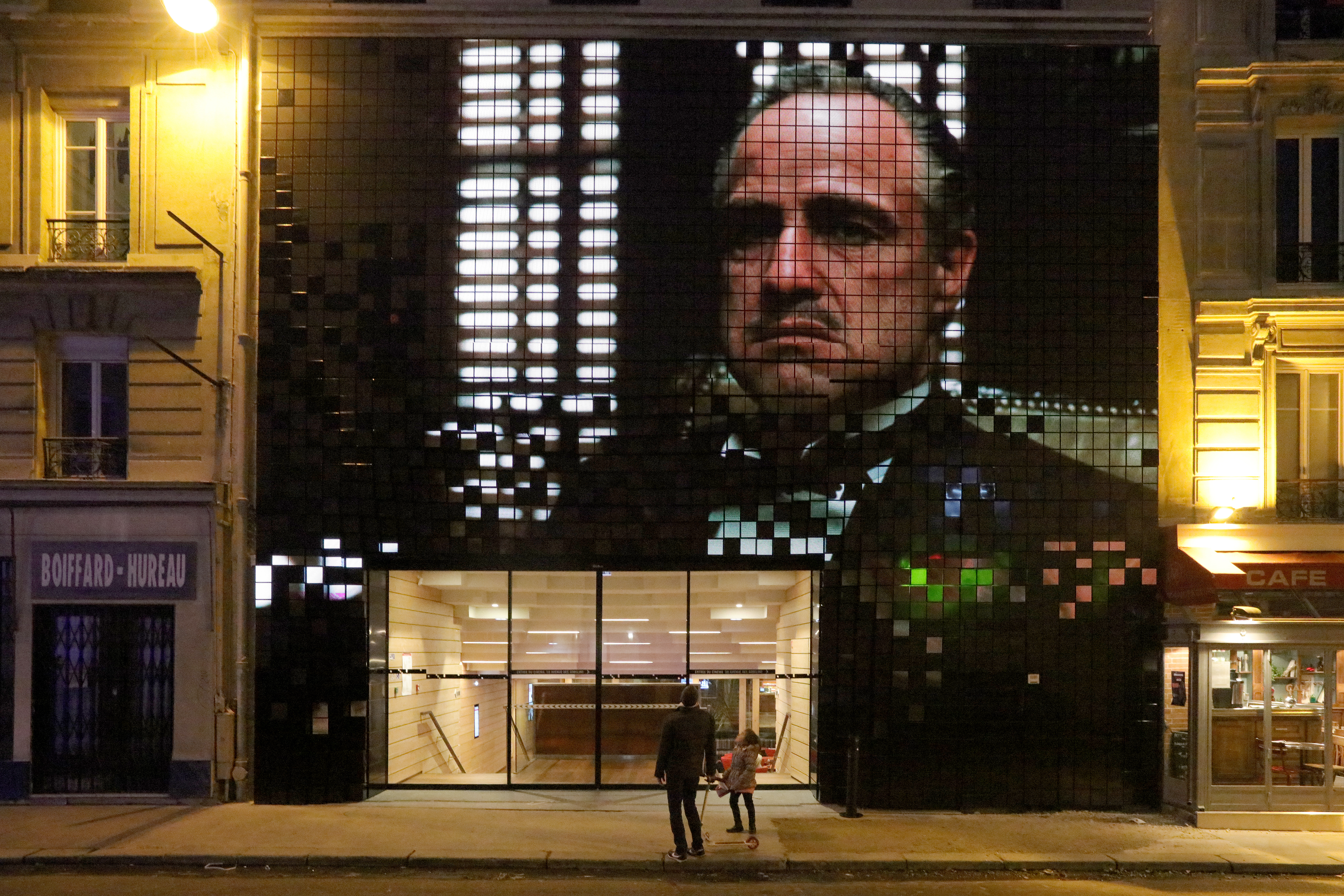
Façade du cinéma Pathé Les Fauvettes après rénovation.
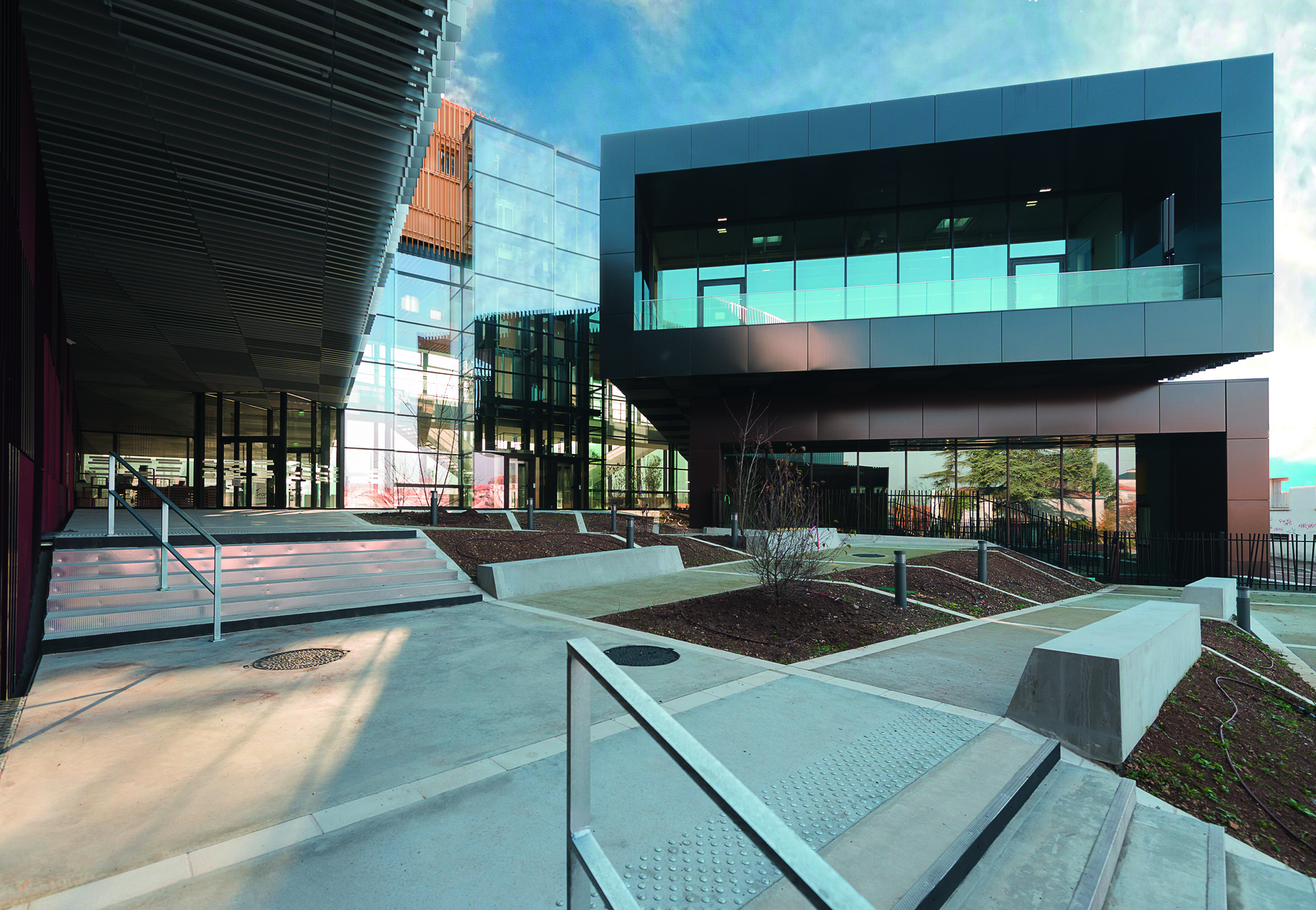
Médiathèque Alpha d'Angoulême.
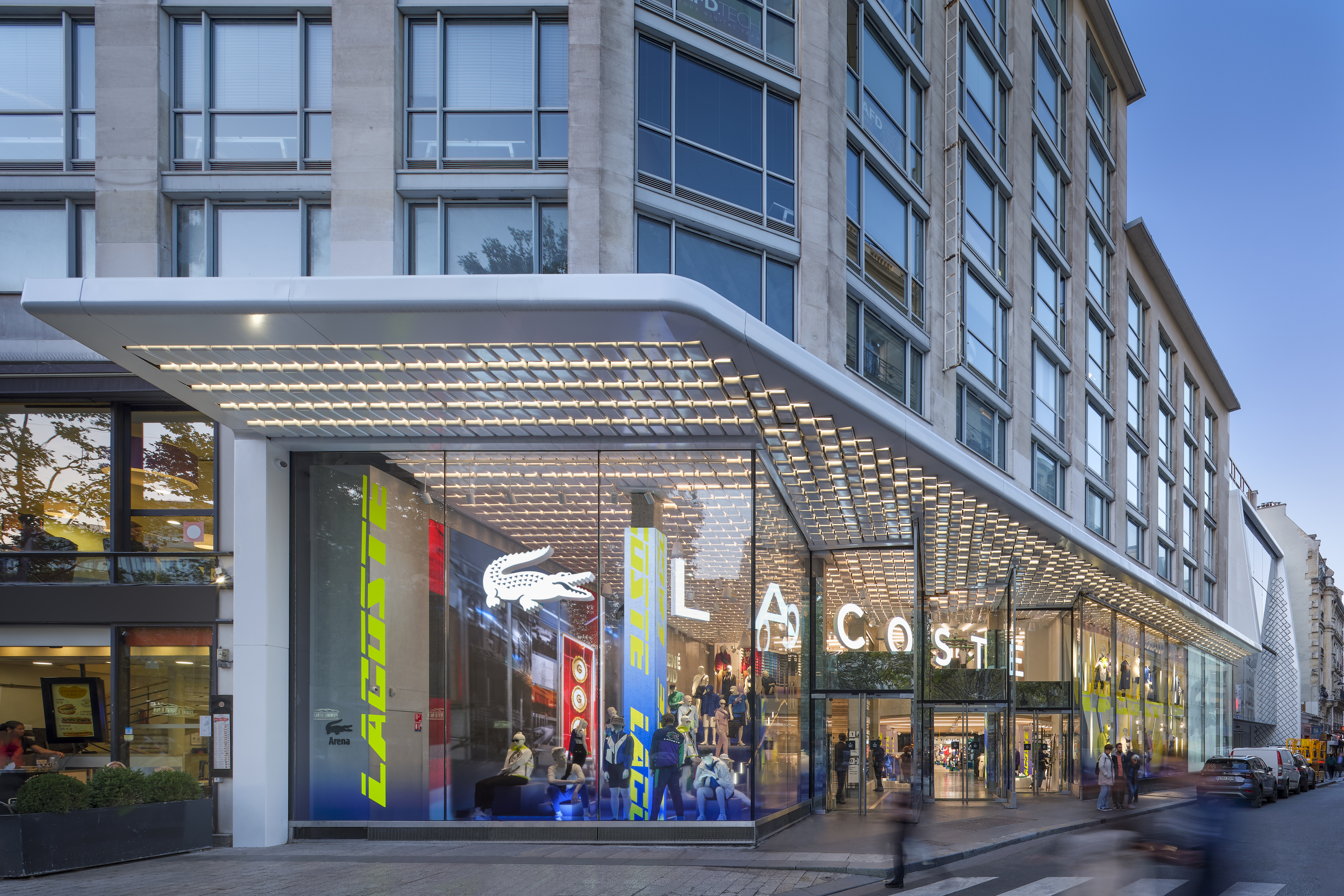
Ancien cinéma Ambassade du 50 avenue des Champs-Élysées.

## Distinctions

### Décorations
- Chevalier de l'ordre des Arts et des Lettres depuis depuis 2019[44]

### Prix
Avec les Ateliers Jean Nouvel :
- 1993 : Équerre d'Argent pour la rénovation de l'Opéra de Lyon.

En tant qu'architecte indépendante/avec l'agence Loci Anima :
- 1999 : Prix de l'innovation architecturale de Institut néo-zélandais des Architectes (NZIA) pour la base de vie de l'équipe de France de voile à l'occasion de la Coupe de l'America à Auckland[10].
- 2005 : Prix d'honneur du concours d'idées international pour l'Opéra de Séoul.
- 2009 : Prix du meilleur projet du concours "rénovation EDF Bas Carbone" pour la rénovation de la tour de bureaux Zehrfuss à Saint-Denis[16].
- 2015 : Mention honorable du concours international Horse Park, lancé par la Korea Racing Authority en vue de construire un hippodrome à Yeongcheon en Corée du Sud[33].
- 2016 : Mention spéciale du Prix de la salle innovante organisé par le CNC pour le cinéma Les Fauvettes à Paris[45].
- 2016 : Prix du meilleur programme durable des Trophées logements et territoires organisés par la revue Immoweek pour le projet des tours de logements du pont d'Issy[46].
- 2016 : "Pyramide d'Argent" de la mixité urbaine, décerné par la Fédération des promoteurs immobiliers pour le projet urbain du pont d'Issy[15].